# Qazaxyolçular
Qazaxyolçular è un comune dell'Azerbaigian situato nel distretto di Daşkəsən. Conta una popolazione di 346 abitanti.